# Josafat Kocylovskyj
Josafat José Kocylovskyj (Pakoszówka, 3 de marzo de 1876 - Kiev, 17 de noviembre de 1947) fue un sacerdote católico, exmilitar, teólogo y educador polaco, jerarca de la Iglesia greco-católica ucraniana. Murió encarcelado por los soviéticos, siendo considerado mártir por la Iglesia Católica.
Fue beatificado en 2001 por el Papa Juan Pablo II. Su fiesta litúrgica se celebra el 17 de noviembre.

## Biografía

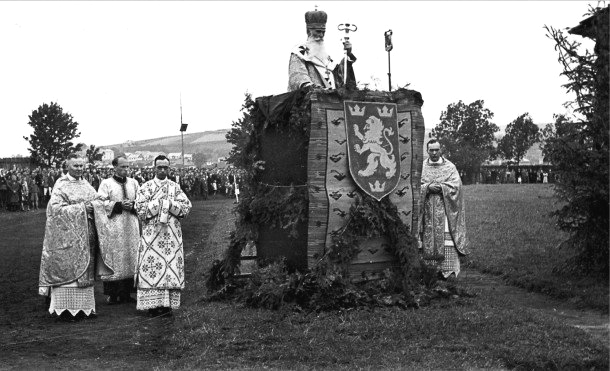
El obispo Kocyłowski habló a los voluntarios ucranianos de la 14.ª División de Granaderos de las SS en Przemyśl en 1943. Durante el servicio, el obispo los amonestó con las palabras: "Vayan a la batalla y regresen como vencedores".

Josafat José Kocylovskyj, nació en Pakoszówka, Reino de Galicia y Lodomeria, dependencia del Imperio austrohúngaro, el 3 de marzo de 1876.
Después de graduarse de la escuela primaria de Lesko, ingresó en los gimnasios de Sanok y Sambir. En 1896 ingresó en la facultad de derecho de la Universidad de Lviv. Se retiró de la carrera de derecho e ingresó a la escuela de artillería de Viena, capital del imperio, e ingresó a la carrera militar, siendo enviado a servir en una guarnición de Leópolis, en 1900.

### Arresto y muerte

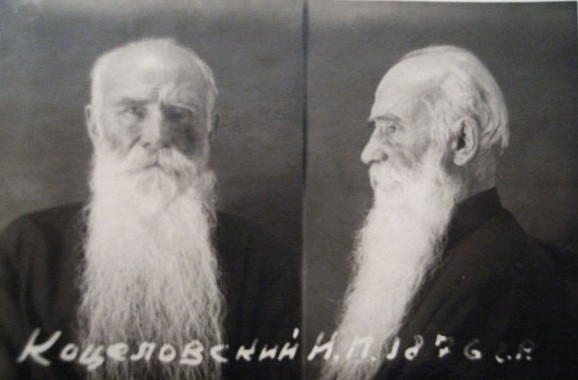
El obispo Josafat después de su arresto, 1946.

Luego de terminada la guerra, el gobierno comunista de Polonia ayudó a la Unión Soviética a perseguir a la Iglesia greco-católica ucraniana; en septiembre de 1945, el obispo Josafat fue arrestado por el servicio de seguridad comunista del país, quienes lo liberaron para luego arrestarlo nuevamente en 1946.
Su nuevo arresto significó su entrega a las autoridades soviéticas, quienes lo enviaron a un campo de concentración. El obispo Josafat Kocylovskyj falleció en prisión, el 17 de noviembre de 1947, cerca a Kiev, Ucrania Soviética, Unión Soviética. Tenía 71 años.